# Robert Kowalski (lekkoatleta)
Robert Kowalski (ur. w 1963) – polski lekkoatleta, specjalizujący się w biegach długodystansowych.

## Osiągnięcia
- Mistrzostwa Polski seniorów w lekkoatletyce (1 medal)[1]
  - Grudziądz 1986 – brązowy medal w biegu na 5000 m

## Rekordy życiowe
- bieg na 1500 metrów
  - stadion – 3:45,13 (Zielona Góra 1985)
- bieg na 3000 metrów
  - stadion – 8:00,73 (Grudziądz 1986)
- bieg na 5000 metrów
  - stadion – 13:50,05 (Sopot 1986)